# Bruine zeevinger
De bruine zeevinger (Alcyonidium diaphanum) is een mosdiertjessoort uit de familie van de Alcyonidiidae. De wetenschappelijke naam van de soort is, als Ulva diaphana, voor het eerst geldig gepubliceerd in 1778 door Hudson. De soort komt algemeen voor in de noord-Europese kusten, inclusief de Britse Eilanden.

## Beschrijving
De bruine zeevinger vormt een rechtopstaande kolonie van zoïden die tot 50 cm lang kan worden. De bruine buitenkant is glad met knobbels. De opgerichte delen zijn versmald aan hun basis. De gemiddelde lengte van een kolonie is 15 centimeter. De bruine zeevinger ontstaat, net als de meeste mosdiertjes, uit een korstvormend gedeelte dat zich vasthecht op een hard substraat, zoals stenen en schelpen.